# SIAI-Marchetti
SIAI-Marchetti – włoska wytwórnia lotnicza założona w 1915 roku w Sesto Calende przez Luigiego Capè pod nazwą SIAI (Società Italiana Aeroplani Idrovolanti). W latach 30. i 40. XX wieku produkowało samoloty pod oznaczeniem Savoia-Marchetti (nazwisko Marchetti pochodziło od projektanta Allessandro Marchettiego, który dołączył do firmy w 1922 roku). Po II wojnie światowej przyjęło nazwę SIAI-Marchetti.
W 1969 roku stało się częścią grupy Agusta, a ostatecznie działalność zakończyło w latach 90. XX wieku.

## Samoloty
- SIAI S.8
- SIAI S.9
- SIAI S.12
- SIAI S.13
- SIAI S.16
- SIAI S.17
- SIAI S.19
- SIAI S.21
- SIAI S.22
- SIAI S.23
- SIAI S.50
- Savoia-Marchetti SM.51

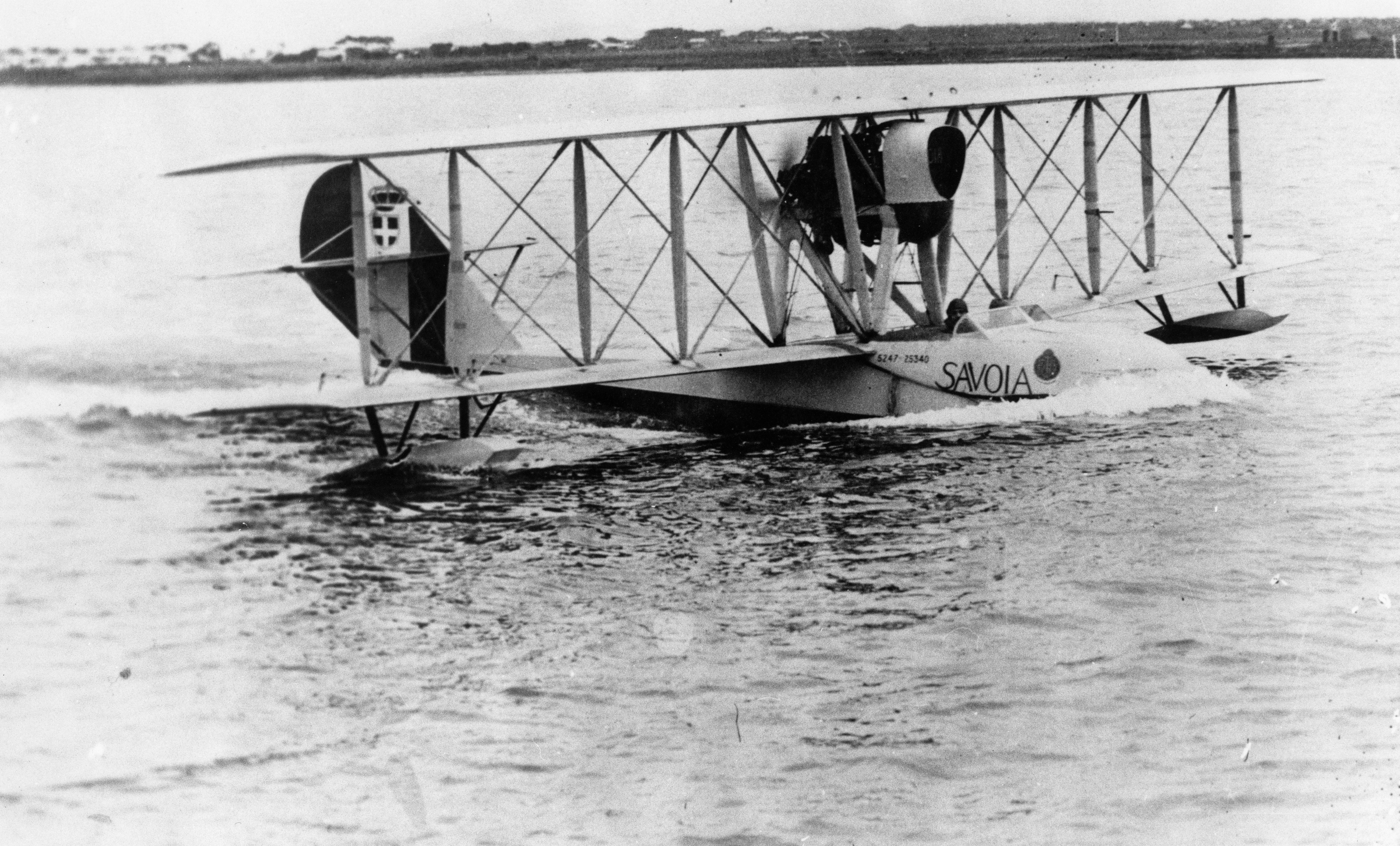
SIAI S.16

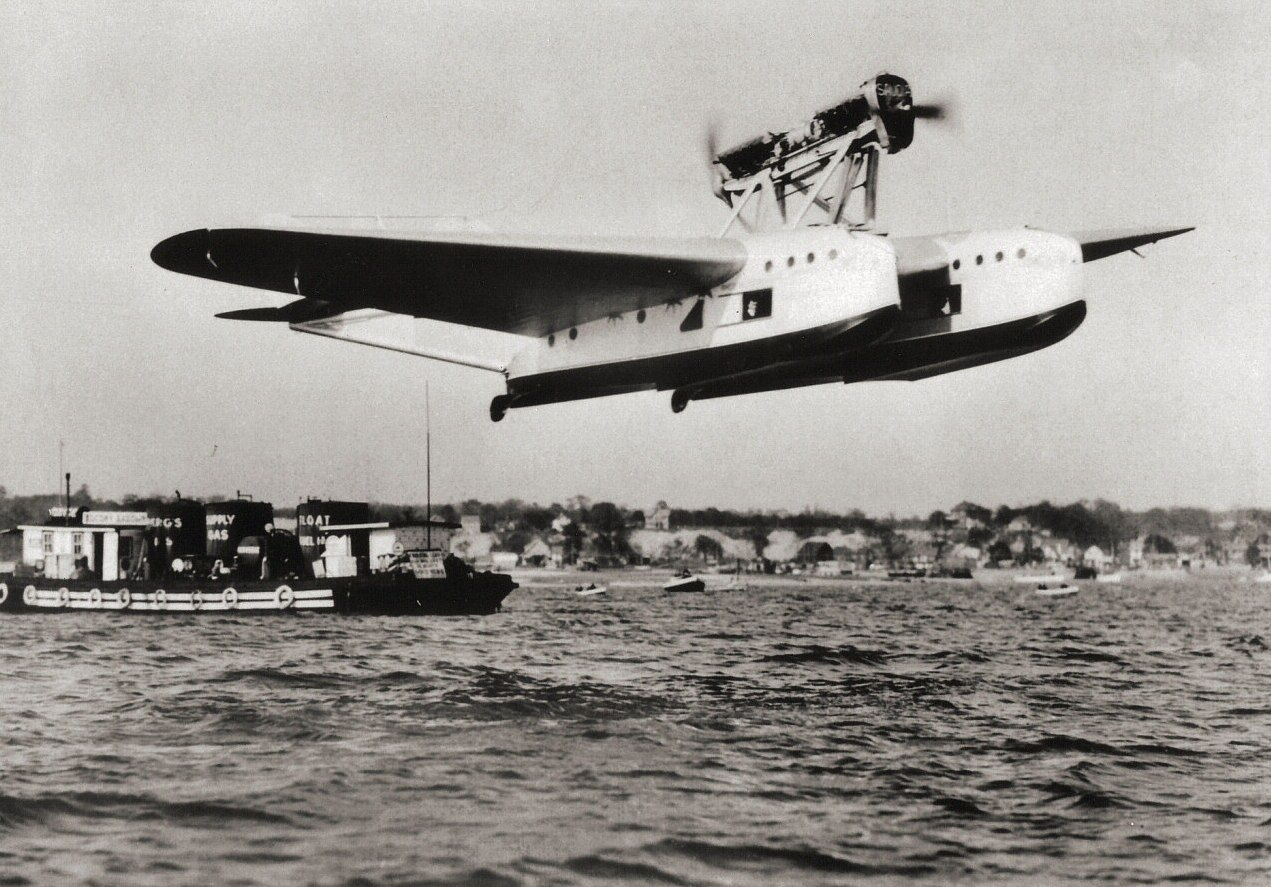
Savoia-Marchetti SM.55

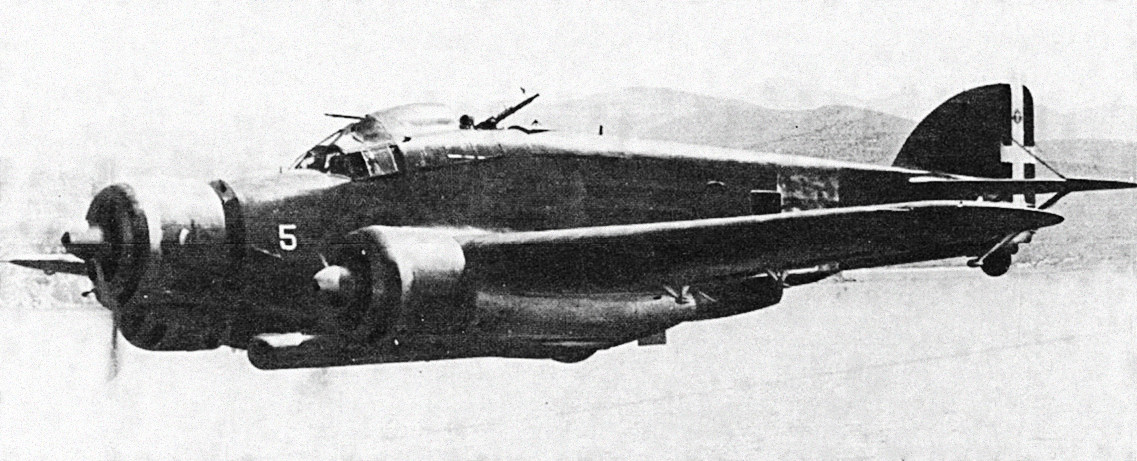
Savoia-Marchetti SM.79

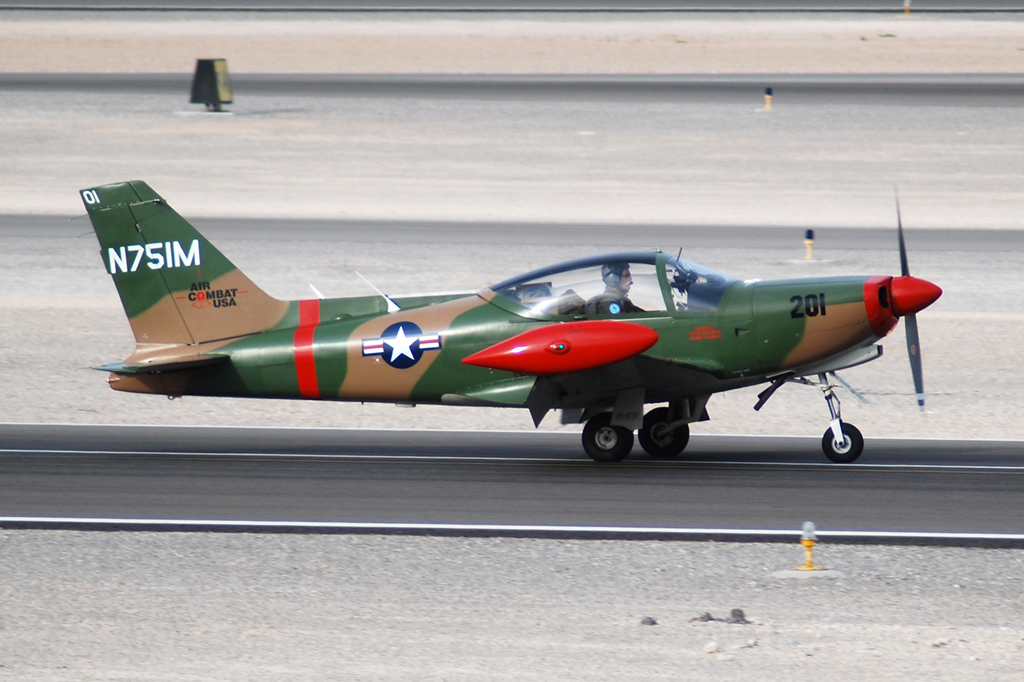
SIAI-Marchetti SF.260

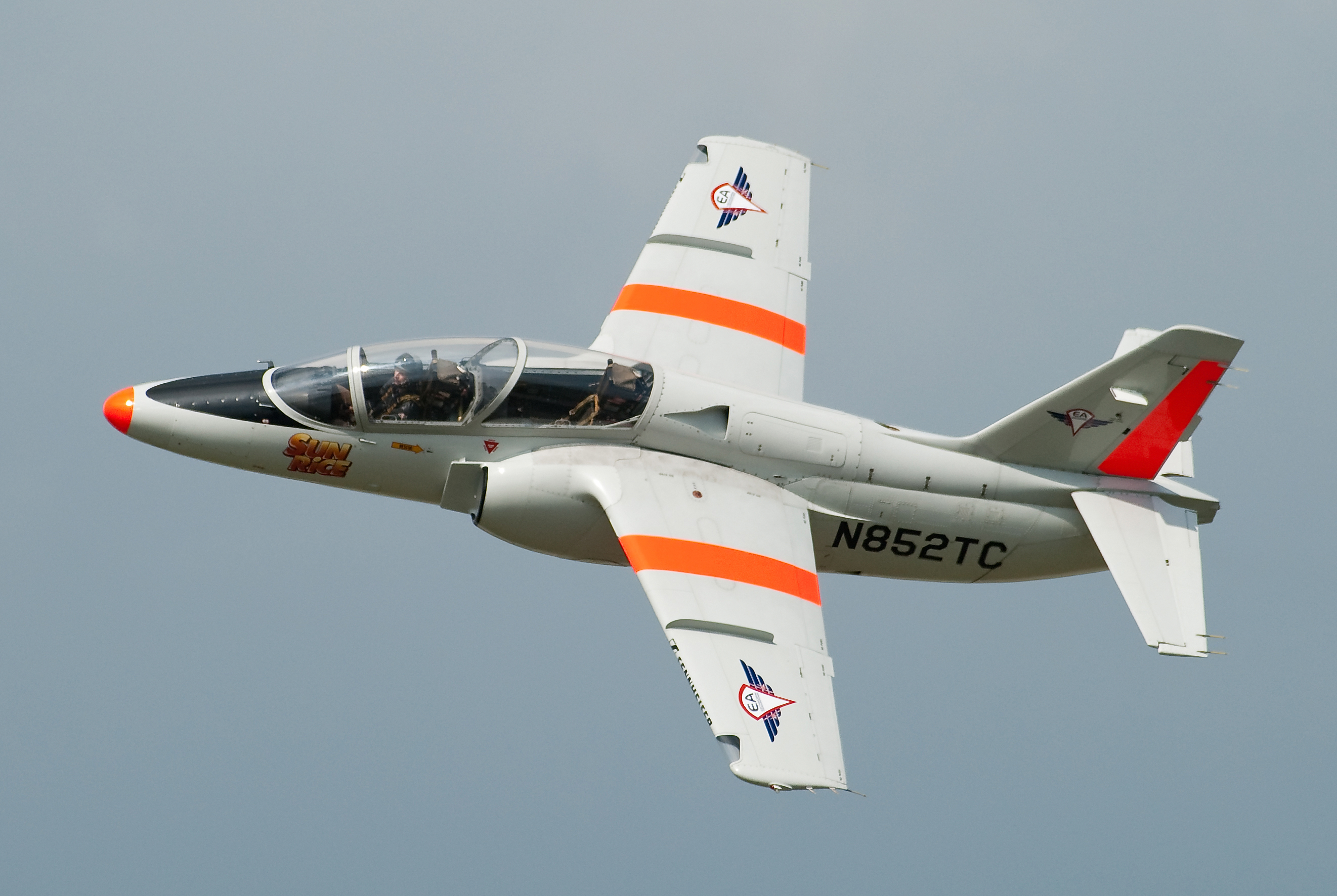
SIAI-Marchetti S.211

- Savoia-Marchetti SM.55 – wodnosamolot transportowy
- Savoia-Marchetti SM.56
- Savoia-Marchetti SM.57
- Savoia-Marchetti SM.58
- Savoia-Marchetti SM.59
- Savoia-Marchetti SM.62
- Savoia-Marchetti SM.64
- Savoia-Marchetti SM.65
- Savoia-Marchetti SM.66
- Savoia-Marchetti SM.67
- Savoia-Marchetti SM.71
- Savoia-Marchetti SM.73 – samolot liniowy
- Savoia-Marchetti SM.74
- Savoia-Marchetti SM.75
- Savoia-Marchetti SM.77
- Savoia-Marchetti SM.78
- Savoia-Marchetti SM.79 – bombowiec
- Savoia-Marchetti SM.80
- Savoia-Marchetti SM.81 – bombowiec/samolot transportowy
- Savoia-Marchetti SM.82 – bombowiec/samolot transportowy
- Savoia-Marchetti SM.83
- Savoia-Marchetti SM.84
- Savoia-Marchetti SM.85
- Savoia-Marchetti SM.86
- Savoia-Marchetti SM.87
- Savoia-Marchetti SM.88
- Savoia-Marchetti SM.89
- Savoia-Marchetti SM.90
- Savoia-Marchetti SM.91 – ciężki samolot myśliwski/myśliwsko-bombowy
- Savoia-Marchetti SM.92 – ciężki samolot myśliwski
- Savoia-Marchetti SM.93
- Savoia-Marchetti SM.95
- SIAI-Marchetti SM.101
- SIAI-Marchetti SM.102
- SIAI-Marchetti SM.1019
- SIAI-Marchetti SF.260
- SIAI-Marchetti S.205
- SIAI-Marchetti S.208
- SIAI-Marchetti SA.202
- SIAI-Marchetti S.210
- SIAI-Marchetti S.211
- SIAI-Marchetti S.700